# IC 4563
IC 4563 ist eine Balken-Spiralgalaxie vom Hubble-Typ SBb? im Sternbild Bärenhüter am Nordsternhimmel. Sie ist schätzungsweise 198 Millionen Lichtjahre von der Milchstraße entfernt und hat einen Durchmesser von etwa 45.000 Lj. 

Im selben Himmelsareal befinden sich u. a. die Galaxien NGC 5966, IC 4557, IC 4560.
Das Objekt wurde am 24. Juli 1903 von Stéphane Javelle entdeckt.